# 康斯坦茨大学
康斯坦茨大学（Universität Konstanz）是德国巴登-符腾堡州康斯坦茨的一所公立大学，紧邻博登湖的美瑙岛（Mainau）。康斯坦茨是德国最南端的一座大学城。

## 历史
康斯坦茨大学作为一所改革型高校成立于1966年，和乌尔姆大学同期。最初几年大学分散在康斯坦茨内城的多个建筑里，1972年迁往吉斯山（Gießberg），建起了一个占地面积达9万平方米的校园。康斯坦茨大学建立之初，就将多个院系组合成跨专业的学院，并以此打破了院系划分的传统。此外，大学还非常注重理论和实践结合。

## 院系
1999年，康斯坦茨大学将全校分为3个院，这3个院包括了13个系：
1. 数学和自然科学院。包括六个科系：生物學系，化學系，資訊工程與資訊科學系，數學與統計學系，物理學系，以及心理學系。
2. 社會科学院。包括四个科系：歷史學系，社會學系，運動科學與教育學系，文學、藝術與大眾傳播學系，哲學系，以及語言學系。
3. 政治法律與經濟學院。包括四个系：政治與公共行政學系、法律學系，以及經濟學系。

## 学术
2007年10月19日，德国精英大学评比第一轮第二批结果公布，康斯坦茨大学成为该批“未来计划”（Zukunftskonzepte）的六所获奖大学之一，而康斯坦茨生物化学研究所（Konstanz Research School "Chemical Biology"）也在“研究生院”（Graduiertenschulen）的评选中得奖。之后，在2012年6月和2019年7月，德国联邦政府所揭晓的连续两轮卓越大学计划评选中，依旧被评为德国精英大学。
2001年，大学24小时开放的图书馆正式启用，这在德国也是一个创新。
大学现有来自92个国家的学生共10076人（06-07冬季学期）。为了吸引外国学生，并能更快地和国际接轨，大学提供越来越多的英语授课课程并引进欧洲学历评价系统（ECTS）和学士-硕士学制。大学现与美国、加拿大、以色列、中国、欧洲和非洲多个国家的60余所高校建立了合作关系和交流项目。另外还有欧盟“苏格拉底”、“伊拉姆斯”项目（Sokrates-, Erasmus-Programm）范畴内的100多项高校合作。大学背靠吉斯山，俯瞰博登湖，是德国极少数几个校园集工作与生活情趣于一身的大学之一。学生的校园生活多姿多彩。他们可进行的体育项目达60多项，如冬季可以滑雪，夏季可以进行水下活动。